# Ibagué
Ibagué é a capital do departamento colombiano de Tolima. Fica às margens do rio Combeima e é atravessada pela rodovia que une as cidades de Armenia e Bogotá. É conhecida como a "capital musical da Colômbia".
Foi fundada em 14 de Outubro de 1550 pelo capitão espanhol Andrés López de Galarza no local onde atualmente se encontra a cidade de Cajamarca. No entanto, os constantes ataques indígenas motivaram sua transferência para o sítio atual. Durante o período colonial, a cidade de Mariquita teve maior importância que Ibagué na região, devido à presença de minas de ouro e prata. Só a partir de 1880 é que Ibagué passou a se destacar, tornando-se capital do departamento. Em 1945 foi fundada a Universidade de Tolima. Porém, ainda no século XIX Ibagué chegou a ser, por um curto período, capital da Colômbia.
Hoje o entorno da cidade produz café, cacau, tabaco, cana de açúcar e arroz. E desde 1977 ali celebra-se o Festival Folclórico Colombiano, que mostra músicas do país e da América Latina como um todo.